# バクセン酸
バクセン酸（英語: Vaccenic acid）は、反芻動物の脂肪および牛乳やヨーグルトなどの乳製品中に見られるトランス脂肪酸である。IUPAC名は(E)-11-オクタデセン酸で、数値表現では18:1 trans -11と表される。化合物名の由来はラテン語のvacca（ウシ）である。
バクセン酸は1928年に動物脂肪およびバターから発見された。バクセン酸は乳脂肪中に存在するトランス脂肪酸の主要な異性体である。哺乳動物はバクセン酸を抗発癌性のある共役リノール酸のルーメン酸に変換する。
バクセン酸の立体異性体であるcis -バクセン酸はシーバックソーン（Hippophae rhamnoides）油で見られるω-7脂肪酸である。そのIUPAC名は(Z)-11-オクタデセン酸、数値表現は18:1 cis -11と表される。

## 健康への影響
アルバータ大学での2008年の研究で、ラットに16週間以上バクセン酸を与えた結果、全コレステロール濃度、LDLコレステロール濃度およびトリアシルグリセロール濃度が低下したと報告された。研究者らはヒトでの臨床実験を含むさらなる研究を行っている。

## 加齢臭
2001年4月発行のJournal of Investigative Dermatology (JID)において、資生堂リサーチセンターの土師信一郎らによって"2-Nonenal, Newly Found in Human Body Odor Tends to Increase with Aging"の表題で発表された。
この論文で彼らは、26歳から75歳までの女性が3日間着用したシャツから、ヘッドスペースガスクロマトグラフィー/マススペクトルを使って捕集した体臭成分の分析を含む研究を報告した。彼らは多くの体臭成分の濃度は年齢に影響が小さいが、中高年では2-ノネナールの濃度がもっとも顕著に増加する傾向があると結論づけた。さらに、2-ノネナールは皮膚表面に見られるパルミトレイン酸やバクセン酸のようなω-7不飽和脂肪酸の酸化的分解反応によって生じることを究明した。